# Carolyn Bessette
Carolyn Jeanne Bessette, coniugata Kennedy (New York, 7 gennaio 1966 – Martha's Vineyard, 16 luglio 1999), è stata una pubblicitaria, direttrice artistica e modella statunitense; è stata la moglie di John Fitzgerald Kennedy Jr., figlio di John Fitzgerald Kennedy e di Jacqueline Kennedy Onassis.

## Biografia
Carolyn Jeanne Bessette nacque a White Plains, Contea di Westchester, New York, figlia minore di William J. Bessette, ingegnere di origini franco-canadesi, e l'italoamericana Ann Messina Freeman, amministratrice nel settore dell'istruzione pubblica di New York. Cresciuta a Greenwich, Connecticut, e diplomatasi alla Mary's High School, si laureò in educazione elementare alla Boston University nel 1988. Aveva due sorelle maggiori gemelle, Lauren (morta insieme a lei nello stesso giorno e luogo) e Lisa Bessette.
Dopo il college, lavorò nel Calvin Klein store di Boston come venditrice prima di essere trasferita negli uffici del quartier generale della ditta a New York, dove lavorò come pubblicitaria e incontrò John F. Kennedy Jr.; la Bessette e Kennedy si sposarono il 21 settembre 1996 sull'isola di Cumberland, Georgia, in un'antica chiesa battista. Il loro matrimonio fu celebrato in forma privata per eludere i media, che li avevano scelti entrambi come icone di stile e glamour.
La sera del 16 luglio 1999, mentre con il marito John e la sorella Lauren si recava a una cerimonia di nozze a Martha's Vineyard, il Piper Saratoga su cui viaggiavano, pilotato dallo stesso John F. Kennedy, ebbe un incidente sull'oceano Atlantico; non ci furono superstiti. I corpi, recuperati, furono cremati e le ceneri vennero disperse in mare da una nave militare, il cacciatorpediniere USS Briscoe (DD-977).